# Zahradníkův rok
Zahradníkův rok je sbírka fejetonů o zahradničení a zahrádkářství Karla Čapka. Obsahuje fejetony o slastech a strastech zahrádkářů během čtyř ročních dob a za každého počasí. Karel Čapek v nich líčí s humorem a osobitým nadhledem vlastní zkušenosti, pocity a dojmy z této činnosti.
Čapkova kniha spolu se skutečnými událostmi, souvisejícími s novodobou historií vlastnictví zámku v Dolní Olešnici na Trutnovsku, inspirovaly režiséra Jiřího Havelku k natočení stejnojmenného filmu z roku 2024. Film s Oldřichem Kaiserem a jeho manželkou, písníčkářkou Dášou Vokatou v hlavních rolích byl poprvé představen veřejnosti na 58. ročníku Mezinárodního filmového festivalu v Karlových Varech.